# Colgate-Palmolive Grand Prix 1977
El Colgate-Palmolive Grand Prix 1977 és el circuit de tennis professional masculí de l'any 1977 organitzat per l'International Lawn Tennis Federation (ILTF). Fou la vuitena edició del circuit de tennis Grand Prix i consistia amb els torneigs de tennis reconeguts per la ILTF. Els torneigs es disputaren entre el 26 de desembre de 1976 i el 8 de gener de 1978. Per primera vegada, el calendari es va estendre durant tot l'any sense el circuit rival World Championship Tennis que es disputava en els primers mesos de l'any.

## Calendari
Taula sobre el calendari complet dels torneigs que pertanyen a la temporada 1977 del Grand Prix. També s'inclouen els vencedors dels quadres individuals i dobles de cada torneig.
| Llegenda                  |
| ------------------------- |
| Grand Slam                |
| Grand Prix Masters        |
| Esdeveniments 5 estrelles |
| Esdeveniments 4 estrelles |
| Esdeveniments 3 estrelles |
| Esdeveniments 2 estrelles |
| Esdeveniments 1 estrella  |
| Esdeveniments per equips  |

| Data d'inici   | Torneig                              | Superfície   | Guanyador/s                                                      | Finalista/es                           |
| -------------- | ------------------------------------ | ------------ | ---------------------------------------------------------------- | -------------------------------------- |
| 26 de desembre | Sydney                               | Gespa        | Tony Roche                                                       | Dick Stockton                          |
| 26 de desembre | Sydney                               | Gespa        | Syd Ball / Kim Warwick                                           | Mark Edmondson / John Marks            |
| 3 de gener     | Open d'Austràlia                     | Gespa        | Roscoe Tanner                                                    | Guillermo Vilas                        |
| 3 de gener     | Open d'Austràlia                     | Gespa        | Arthur Ashe / Tony Roche                                         | Charlie Pasarell / Erik Van Dillen     |
| 10 de gener    | Adelaida                             | Gespa        | Victor Amaya                                                     | Brian Teacher                          |
| 10 de gener    | Adelaida                             | Gespa        | Cliff Letcher / Dick Stockton                                    | Syd Ball / Kim Warwick                 |
| 10 de gener    | Auckland                             | Dura         | Vijay Amritraj                                                   | Tim Wilkison                           |
| 10 de gener    | Auckland                             | Dura         | Kim Warwick / Bernard Mitton                                     | Andrew Jarrett / Jonathan Smith        |
| 17 de gener    | Baltimore                            | Moqueta      | Brian Gottfried                                                  | Guillermo Vilas                        |
| 17 de gener    | Baltimore                            | Moqueta      | Ion Țiriac / Guillermo Vilas                                     | Ross Case / Jan Kodeš                  |
| 24 de gener    | Boca Raton                           | Terra batuda | Björn Borg                                                       | Jimmy Connors                          |
| 31 de gener    | Little Rock                          | Moqueta      | Sandy Mayer                                                      | Haroon Rahim                           |
| 31 de gener    | Little Rock                          | Moqueta      | Colin Dibley / Haroon Rahim                                      | Bob Hewitt / Frew McMillan             |
| 31 de gener    | Dayton                               | Moqueta      | Jeff Borowiak                                                    | Buster Mottram                         |
| 31 de gener    | Dayton                               | Moqueta      | Hank Pfister / Butch Walts                                       | Jeff Borowiak / Andrew Pattison        |
| 7 de febrer    | Miami                                | Terra batuda | Eddie Dibbs                                                      | Raúl Ramírez                           |
| 7 de febrer    | Miami                                | Terra batuda | Brian Gottfried / Raúl Ramírez                                   | Paul Kronk / Cliff Letcher             |
| 7 de febrer    | Springfield                          | Moqueta      | Guillermo Vilas                                                  | Stan Smith                             |
| 7 de febrer    | Springfield                          | Moqueta      | Bob Hewitt / Frew McMillan                                       | Ion Țiriac / Guillermo Vilas           |
| 14 de febrer   | San Jose                             | Dura         | Jiří Hřebec                                                      | Sandy Mayer                            |
| 14 de febrer   | San Jose                             | Dura         | Bob Hewitt / Frew McMillan                                       | Tom Gorman / Geoff Masters             |
| 14 de febrer   | Ocean City                           | Moqueta (i)  | Vitas Gerulaitis                                                 | Bob Lutz                               |
| 14 de febrer   | Ocean City                           | Moqueta (i)  | Alex Metreveli / Bill Scanlon                                    | John McEnroe / Cliff Richey            |
| 21 de febrer   | Palm Springs                         | Dura         | Brian Gottfried                                                  | Guillermo Vilas                        |
| 21 de febrer   | Palm Springs                         | Dura         | Bob Hewitt / Frew McMillan                                       | Marty Riessen / Roscoe Tanner          |
| 28 de febrer   | Memphis                              | Moqueta      | Björn Borg                                                       | Brian Gottfried                        |
| 28 de febrer   | Memphis                              | Moqueta      | Fred McNair / Sherwood Stewart                                   | Bob Lutz / Stan Smith                  |
| 7 de març      | Johannesburg                         | Dura         | Final no disputada                                               | Björn Borg Guillermo Vilas             |
| 7 de març      | Johannesburg                         | Dura         | Bob Hewitt / Frew McMillan                                       | Charlie Pasarell / Erik Van Dillen     |
| 7 de març      | Hampton                              | Moqueta      | Sandy Mayer                                                      | Stan Smith                             |
| 7 de març      | Hampton                              | Moqueta      | Sandy Mayer / Stan Smith                                         | Paul Kronk / Cliff Letcher             |
| 14 de març     | Washington D.C.                      | Moqueta      | Brian Gottfried                                                  | Bob Lutz                               |
| 14 de març     | Washington D.C.                      | Moqueta      | Bob Lutz / Stan Smith                                            | Brian Gottfried / Raúl Ramírez         |
| 14 de març     | Helsinki                             | Moqueta      | Mark Cox                                                         | Kjell Johansson                        |
| 14 de març     | Helsinki                             | Moqueta      | Jiří Hřebec / Hans Kary                                          | David Lloyd / John Lloyd               |
| 21 de març     | La Costa                             | Dura         | Brian Gottfried                                                  | Marty Riessen                          |
| 21 de març     | La Costa                             | Dura         | Bob Hewitt / Frew McMillan                                       | Ray Ruffels / Allan Stone              |
| 28 de març     | Los Angeles                          | Moqueta      | Stan Smith                                                       | Brian Gottfried                        |
| 28 de març     | Los Angeles                          | Moqueta      | Bob Hewitt / Frew McMillan                                       | Bob Lutz / Stan Smith                  |
| 28 de març     | Niça                                 | Terra batuda | Björn Borg                                                       | Guillermo Vilas                        |
| 28 de març     | Niça                                 | Terra batuda | Ion Țiriac / Guillermo Vilas                                     | Chris Kachel / Chris Lewis             |
| 4 d'abril      | Jackson                              | Moqueta (i)  | Brian Teacher                                                    | Bill Scanlon                           |
| 4 d'abril      | Jackson                              | Moqueta (i)  | Bob Hewitt / Frew McMillan                                       | Phil Dent / Ken Rosewall               |
| 11 d'abril     | Murcia                               | Terra batuda | José Higueras                                                    | Buster Mottram                         |
| 11 d'abril     | Murcia                               | Terra batuda | Patrice Dominguez / François Jauffret                            | Patricio Cornejo / Hans Gildemeister   |
| 18 d'abril     | Denver                               | Moqueta      | Björn Borg                                                       | Brian Gottfried                        |
| 18 d'abril     | Denver                               | Moqueta      | Colin Dibley / Geoff Masters                                     | Syd Ball / Kim Warwick                 |
| 25 d'abril     | Múnic                                | Terra batuda | Željko Franulović                                                | Víctor Pecci                           |
| 25 d'abril     | Múnic                                | Terra batuda | František Pala / Balázs Taróczy                                  | Nikola Špear / John Whitlinger         |
| 9 de maig      | Hamburg                              | Terra batuda | Paolo Bertolucci                                                 | Manuel Orantes                         |
| 9 de maig      | Hamburg                              | Terra batuda | Bob Hewitt / Karl Meiler                                         | Phil Dent / Kim Warwick                |
| 16 de maig     | Roma                                 | Terra batuda | Vitas Gerulaitis                                                 | Antonio Zugarelli                      |
| 16 de maig     | Roma                                 | Terra batuda | Brian Gottfried / Raúl Ramírez                                   | Fred McNair / Sherwood Stewart         |
| 16 de maig     | Düsseldorf                           | Terra batuda | Wojciech Fibak                                                   | Raymond Moore                          |
| 16 de maig     | Düsseldorf                           | Terra batuda | Jürgen Fassbender / Karl Meiler                                  | Paul Kronk / Cliff Letcher             |
| 23 de maig     | Roland Garros                        | Terra batuda | Guillermo Vilas                                                  | Brian Gottfried                        |
| 23 de maig     | Roland Garros                        | Terra batuda | Brian Gottfried / Raúl Ramírez                                   | Wojciech Fibak / Jan Kodeš             |
| 23 de maig     | Roland Garros                        | Terra batuda | Mary Carillo / John McEnroe                                      | Florenţa Mihai / Iván Molina           |
| 6 de juny      | Nottingham                           | Gespa        | Tim Gullikson Jaime Fillol                                       |                                        |
| 6 de juny      | Nottingham                           | Gespa        | Torneig no completat                                             |                                        |
| 6 de juny      | Brussel·les                          | Terra batuda | Harold Solomon                                                   | Karl Meiler                            |
| 6 de juny      | Brussel·les                          | Terra batuda | Željko Franulović / Nikola Pilić František Pála / Balázs Taróczy | Final no acabada - Títol compartit     |
| 13 de juny     | Londres                              | Gespa        | Raúl Ramírez                                                     | Mark Cox                               |
| 13 de juny     | Londres                              | Gespa        | Anand Amritraj / Vijay Amritraj                                  | David Lloyd / John Lloyd               |
| 13 de juny     | Berlín                               | Terra batuda | Paolo Bertolucci                                                 | Jiří Hřebec                            |
| 13 de juny     | Berlín                               | Terra batuda | Hans Gildemeister / Belus Prajoux Pavel Hutka / Vladimír Zedník  | Final no disputada - Títol compartit   |
| 20 de juny     | Wimbledon                            | Gespa        | Björn Borg                                                       | Jimmy Connors                          |
| 20 de juny     | Wimbledon                            | Gespa        | Ross Case / Geoff Masters                                        | John Alexander / Phil Dent             |
| 20 de juny     | Wimbledon                            | Gespa        | Greer Stevens / Bob Hewitt                                       | Betty Stöve / Frew McMillan            |
| 3 de juliol    | Båstad                               | Terra batuda | Corrado Barazzutti                                               | Balázs Taróczy                         |
| 3 de juliol    | Båstad                               | Terra batuda | Mark Edmondson / John Marks                                      | Jean-Louis Haillet / François Jauffret |
| 3 de juliol    | Gstaad                               | Terra batuda | Jeff Borowiak                                                    | Jean-François Caujolle                 |
| 3 de juliol    | Gstaad                               | Terra batuda | Jürgen Fassbender / Karl Meiler                                  | Colin Dowdeswell / Bob Hewitt          |
| 3 de juliol    | Newport                              | Gespa        | Tim Gullikson                                                    | Hank Pfister                           |
| 3 de juliol    | Newport                              | Gespa        | Ismail El Shafei / Brian Fairlie                                 | Tim Gullikson / Tom Gullikson          |
| 10 de juliol   | Cincinnati                           | Terra batuda | Harold Solomon                                                   | Mark Cox                               |
| 10 de juliol   | Cincinnati                           | Terra batuda | John Alexander / Phil Dent                                       | Bob Hewitt / Roscoe Tanner             |
| 10 de juliol   | Kitzbühel                            | Terra batuda | Guillermo Vilas                                                  | Jan Kodeš                              |
| 10 de juliol   | Kitzbühel                            | Terra batuda | Buster Mottram / Roger Taylor                                    | Colin Dowdeswell / Chris Kachel        |
| 10 de juliol   | Hilversum                            | Terra batuda | Patrick Proisy                                                   | Lito Álvarez                           |
| 10 de juliol   | Hilversum                            | Terra batuda | José Higueras / Antonio Muñoz                                    | Jean-Louis Haillet / François Jauffret |
| 17 de juliol   | Washington DC                        | Terra batuda | Guillermo Vilas                                                  | Brian Gottfried                        |
| 17 de juliol   | Washington DC                        | Terra batuda | John Alexander / Phil Dent                                       | Fred McNair / Sherwood Stewart         |
| 24 de juliol   | Louisville                           | Terra batuda | Guillermo Vilas                                                  | Eddie Dibbs                            |
| 24 de juliol   | Louisville                           | Terra batuda | John Alexander / Phil Dent                                       | Chris Kachel / Cliff Letcher           |
| 31 de juliol   | North Conway                         | Terra batuda | John Alexander                                                   | Manuel Orantes                         |
| 31 de juliol   | North Conway                         | Terra batuda | Brian Gottfried / Raúl Ramírez                                   | Fred McNair / Sherwood Stewart         |
| 31 de juliol   | South Orange                         | Terra batuda | Guillermo Vilas                                                  | Roscoe Tanner                          |
| 31 de juliol   | South Orange                         | Terra batuda | Colin Dibley / Wojciech Fibak                                    | Ion Țiriac / Guillermo Vilas           |
| 7 d'agost      | Columbus                             | Terra batuda | Guillermo Vilas                                                  | Brian Gottfried                        |
| 7 d'agost      | Columbus                             | Terra batuda | Bob Lutz / Stan Smith                                            | Peter Fleming / Gene Mayer             |
| 7 d'agost      | Indianapolis                         | Terra batuda | Manuel Orantes                                                   | Jimmy Connors                          |
| 7 d'agost      | Indianapolis                         | Terra batuda | Patricio Cornejo / Jaime Fillol                                  | Dick Crealy / Cliff Letcher            |
| 14 d'agost     | Mont-real                            | Dura         | Jeff Borowiak                                                    | Jaime Fillol                           |
| 14 d'agost     | Mont-real                            | Dura         | Bob Hewitt / Raúl Ramírez                                        | Fred McNair / Sherwood Stewart         |
| 21 d'agost     | Boston                               | Terra batuda | Manuel Orantes                                                   | Eddie Dibbs                            |
| 21 d'agost     | Boston                               | Terra batuda | Bob Lutz / Stan Smith                                            | Brian Gottfried / Bob Hewitt           |
| 29 d'agost     | US Open                              | Terra batuda | Guillermo Vilas                                                  | Jimmy Connors                          |
| 29 d'agost     | US Open                              | Terra batuda | Bob Hewitt / Frew McMillan                                       | Brian Gottfried / Raúl Ramírez         |
| 29 d'agost     | US Open                              | Terra batuda | Betty Stöve / Frew McMillan                                      | Billie Jean King / Vitas Gerulaitis    |
| 12 de setembre | Woodlands                            | Dura         | Marty Riessen / Tom Okker                                        | Tim Gullikson / Tom Gullikson          |
| 19 de setembre | Los Angeles                          | Dura         | Raúl Ramírez                                                     | Brian Gottfried                        |
| 19 de setembre | Los Angeles                          | Dura         | Frew McMillan / Sandy Mayer                                      | Tom Leonard / Mike Machette            |
| 19 de setembre | París                                | Terra batuda | Guillermo Vilas                                                  | Christophe Roger-Vasselin              |
| 19 de setembre | París                                | Terra batuda | Jacques Thamin / Christophe Roger-Vasselin                       | Ilie Năstase / Ion Țiriac              |
| 24 de setembre | Aix-en-Provence                      | Terra batuda | Ilie Năstase                                                     | Guillermo Vilas                        |
| 24 de setembre | Aix-en-Provence                      | Terra batuda | Ilie Năstase / Ion Țiriac                                        | Patrice Dominguez / Rolf Norberg       |
| 24 de setembre | San Francisco                        | Moqueta      | Butch Walts                                                      | Brian Gottfried                        |
| 24 de setembre | San Francisco                        | Moqueta      | Dick Stockton / Marty Riessen                                    | Fred McNair / Sherwood Stewart         |
| 3 d'octubre    | Maui                                 | Dura         | Jimmy Connors                                                    | Brian Gottfried                        |
| 3 d'octubre    | Maui                                 | Dura         | Stan Smith / Bob Lutz                                            | Brian Gottfried / Raúl Ramírez         |
| 3 d'octubre    | Teheran                              | Terra batuda | Guillermo Vilas                                                  | Eddie Dibbs                            |
| 3 d'octubre    | Teheran                              | Terra batuda | Guillermo Vilas / Ion Țiriac                                     | Bob Hewitt / Frew McMillan             |
| 10 d'octubre   | Brisbane                             | Gespa        | Vitas Gerulaitis                                                 | Tony Roche                             |
| 10 d'octubre   | Brisbane                             | Gespa        | Bill Scanlon / Vitas Gerulaitis                                  | Mal Anderson / Ken Rosewall            |
| 10 d'octubre   | Madrid                               | Terra batuda | Björn Borg                                                       | Jaime Fillol                           |
| 10 d'octubre   | Madrid                               | Terra batuda | Frew McMillan / Bob Hewitt                                       | Antonio Muñoz / Manuel Orantes         |
| 17 d'octubre   | Barcelona                            | Terra batuda | Björn Borg                                                       | Manuel Orantes                         |
| 17 d'octubre   | Barcelona                            | Terra batuda | Jan Kodeš / Wojtek Fibak                                         | Bob Hewitt / Frew McMillan             |
| 17 d'octubre   | Sydney                               | Dura         | Jimmy Connors                                                    | Ken Rosewall                           |
| 17 d'octubre   | Sydney                               | Dura         | Tony Roche / John Newcombe                                       | Ross Case / Geoff Masters              |
| 24 d'octubre   | Perth                                | Dura         | Vitas Gerulaitis                                                 | Geoff Masters                          |
| 24 d'octubre   | Perth                                | Dura         | Allan Stone / Ray Ruffels                                        | Nick Saviano / John Whitlinger         |
| 24 d'octubre   | Viena                                | Dura         | Brian Gottfried                                                  | Wojtek Fibak                           |
| 24 d'octubre   | Viena                                | Dura         | Bob Hewitt / Frew McMillan                                       | Wojtek Fibak / Jan Kodeš               |
| 24 d'octubre   | Basilea                              | Moqueta      | Björn Borg                                                       | John Lloyd                             |
| 24 d'octubre   | Basilea                              | Moqueta      | Buster Mottram / Mark Cox                                        | John Feaver / John James               |
| 31 d'octubre   | Colònia                              | Moqueta      | Björn Borg                                                       | Wojtek Fibak                           |
| 31 d'octubre   | Colònia                              | Moqueta      | Bob Hewitt / Frew McMillan                                       | Fred McNair / Sherwood Stewart         |
| 31 d'octubre   | París                                | Dura         | Corrado Barazzutti                                               | Brian Gottfried                        |
| 31 d'octubre   | París                                | Dura         | Raúl Ramírez / Brian Gottfried                                   | Jeff Borowiak / Roger Taylor           |
| 31 d'octubre   | Tòquio                               | Terra batuda | Manuel Orantes                                                   | Kim Warwick                            |
| 31 d'octubre   | Tòquio                               | Terra batuda | Kim Warwick / Geoff Masters                                      | Colin Dibley / Chris Kachel            |
| 7 de novembre  | Estocolm                             | Dura         | Sandy Mayer                                                      | Raymond Moore                          |
| 7 de novembre  | Estocolm                             | Dura         | Tom Okker / Wojtek Fibak                                         | Brian Gottfried / Raúl Ramírez         |
| 7 de novembre  | Bogotà                               | Terra batuda | Guillermo Vilas                                                  | José Higueras                          |
| 7 de novembre  | Bogotà                               | Terra batuda | Belus Prajoux / Hans Gildemeister                                | Jorge Andrew / Carlos Kirmayr          |
| 7 de novembre  | Hong Kong                            | Terra batuda | Ken Rosewall                                                     | Tom Gorman                             |
| 7 de novembre  | Hong Kong                            | Terra batuda | Kim Warwick / Syd Ball                                           | Marty Riessen / Roscoe Tanner          |
| 14 de novembre | Manila                               | Dura         | Karl Meiler                                                      | Manuel Orantes                         |
| 14 de novembre | Manila                               | Dura         | John Marks / Chris Kachel                                        | Mike Cahill / Terry Moor               |
| 14 de novembre | Santiago                             | Terra batuda | Guillermo Vilas                                                  | Jaime Fillol                           |
| 14 de novembre | Santiago                             | Terra batuda | Jaime Fillol / Patricio Cornejo                                  | Henry Bunis / Paul McNamee             |
| 14 de novembre | Wembley                              | Dura         | Björn Borg                                                       | John Lloyd                             |
| 14 de novembre | Wembley                              | Dura         | Frew McMillan / Sandy Mayer                                      | Brian Gottfried / Raúl Ramírez         |
| 21 de novembre | Buenos Aires                         | Terra batuda | Guillermo Vilas                                                  | Jaime Fillol                           |
| 21 de novembre | Buenos Aires                         | Terra batuda | Guillermo Vilas / Ion Țiriac                                     | Ricardo Cano / Antonio Muñoz           |
| 21 de novembre | Oviedo                               | Dura         | Eddie Dibbs                                                      | Raúl Ramírez                           |
| 21 de novembre | Oviedo                               | Dura         | Sherwood Stewart / Fred McNair                                   | Jan Kodeš / Raúl Ramírez               |
| 21 de novembre | Taipei                               | Dura         | Tim Gullikson                                                    | Ismail El Shafei                       |
| 21 de novembre | Taipei                               | Dura         | Chris Delaney / Pat Du Pré                                       | Steve Docherty / Tom Gorman            |
| 28 de novembre | Bombai                               | Terra batuda | Vijay Amritraj                                                   | Terry Moor                             |
| 28 de novembre | Bombai                               | Terra batuda | Terry Moor / Mike Cahill                                         | Marcello Lara / Jasjit Singh           |
| 28 de novembre | Johannesburg                         | Dura         | Guillermo Vilas                                                  | Buster Mottram                         |
| 28 de novembre | Johannesburg                         | Dura         | Stan Smith / Bob Lutz                                            | Peter Fleming / Raymond Moore          |
| 28 de novembre | Johannesburg                         | Dura         | Linky Boshoff / Colin Dowdeswell                                 | Ilana Kloss / Sherwood Stewart         |
| 5 de desembre  | Adelaida                             | Gespa        | Tim Gullikson                                                    | Chris Lewis                            |
| 5 de desembre  | Adelaida                             | Gespa        | Kim Warwick / Syd Ball                                           | John Alexander / Phil Dent             |
| 12 de desembre | Sydney                               | Gespa        | Roscoe Tanner                                                    | Brian Teacher                          |
| 12 de desembre | Sydney                               | Gespa        | John Alexander / Phil Dent                                       | Ray Ruffels / Allan Stone              |
| 19 de desembre | Open d'Austràlia                     | Gespa        | Vitas Gerulaitis                                                 | John Lloyd                             |
| 19 de desembre | Open d'Austràlia                     | Gespa        | Ray Ruffels / Allan Stone                                        | John Alexander / Phil Dent             |
| 4 de gener     | Colgate-Palmolive Masters, Nova York | Moqueta      | Jimmy Connors                                                    | Björn Borg                             |
| 4 de gener     | Colgate-Palmolive Masters, Nova York | Moqueta      | Bob Hewitt / Frew McMillan                                       | Bob Lutz / Stan Smith                  |

## Estadístiques
La següent taula mostra el nombre de títols aconseguits de forma individual (I), dobles (D) i dobles mixtes (X) aconseguits per cada tennista i també per països durant la temporada 1977. Els torneigs estan classificats segons la seva categoria dins el calendari Grand Prix 1977: Grand Slams, Grand Prix Masters, 5 estrelles, 4 estrelles, 3 estrelles, 2 estrelles i 1 estrella. L'ordre del jugadors s'ha establert a partir del nombre total de títols i llavors segons la categoria dels títols.

### Títols per tennista
| Total | Tennista                  | Grand Slam | Grand Slam | Grand Slam | Grand Prix Masters | Grand Prix Masters | Esdeveniments 5 estrelles | Esdeveniments 5 estrelles | Esdeveniments 4 estrelles | Esdeveniments 4 estrelles | Esdeveniments 3 estrelles | Esdeveniments 3 estrelles | Esdeveniments 2 estrelles | Esdeveniments 2 estrelles | Esdeveniments 1 estrella | Esdeveniments 1 estrella | Resum | Resum | Resum |
| Total | Tennista                  | I          | D          | X          | I                  | D                  | I                         | D                         | I                         | D                         | I                         | D                         | I                         | D                         | I                        | D                        | I     | D     | X     |
| ----- | ------------------------- | ---------- | ---------- | ---------- | ------------------ | ------------------ | ------------------------- | ------------------------- | ------------------------- | ------------------------- | ------------------------- | ------------------------- | ------------------------- | ------------------------- | ------------------------ | ------------------------ | ----- | ----- | ----- |
| 18    | Guillermo Vilas           | 2          |            |            |                    |                    | 2                         | 1                         | 3                         |                           |                           | 1                         | 3                         | 1                         | 4                        | 1                        | 14    | 4     | 0     |
| 15    | Bob Hewitt                |            | 1          | 1          |                    | 1                  |                           | 2                         |                           | 3                         |                           | 2                         |                           |                           |                          | 6                        | 0     | 14    | 1     |
| 15    | Frew McMillan             |            | 1          | 1          |                    | 1                  |                           | 2                         |                           | 3                         |                           | 2                         |                           |                           |                          | 6                        | 0     | 14    | 1     |
| 10    | Björn Borg                | 1          |            |            |                    |                    | 1                         |                           | 2                         |                           | 3                         |                           |                           |                           | 3                        |                          | 10    | 0     | 0     |
| 10    | Brian Gottfried           |            | 1          |            |                    |                    |                           | 1                         | 1                         | 1                         | 3                         |                           |                           |                           | 1                        | 2                        | 5     | 5     | 0     |
| 8     | Raúl Ramírez              |            | 1          |            |                    |                    |                           | 1                         | 1                         | 2                         | 1                         |                           |                           |                           |                          | 2                        | 2     | 6     | 0     |
| 7     | Stan Smith                |            |            |            |                    |                    | 1                         | 1                         |                           | 2                         |                           | 2                         |                           |                           |                          | 1                        | 1     | 6     | 0     |
| 6     | Vitas Gerulaitis          | 1          |            |            |                    |                    | 1                         |                           |                           |                           | 1                         | 1                         |                           |                           | 2                        |                          | 5     | 1     | 0     |
| 6     | Sandy Mayer               |            |            |            |                    |                    | 1                         |                           |                           | 2                         |                           |                           |                           |                           | 2                        | 1                        | 3     | 3     | 0     |
| 5     | John Alexander            |            |            |            |                    |                    |                           | 1                         | 1                         | 2                         |                           | 1                         |                           |                           |                          |                          | 1     | 4     | 0     |
| 5     | Bob Lutz                  |            |            |            |                    |                    |                           | 1                         |                           | 2                         |                           | 2                         |                           |                           |                          |                          | 0     | 5     | 0     |
| 5     | Ion Țiriac                |            |            |            |                    |                    |                           | 1                         |                           |                           |                           | 1                         |                           | 1                         |                          | 2                        | 0     | 5     | 0     |
| 5     | Kim Warwick               |            |            |            |                    |                    |                           |                           |                           |                           |                           | 1                         |                           | 2                         |                          | 2                        | 0     | 5     | 0     |
| 4     | Phil Dent                 |            |            |            |                    |                    |                           | 1                         |                           | 2                         |                           | 1                         |                           |                           |                          |                          | 0     | 4     | 0     |
| 4     | Wojciech Fibak            |            |            |            |                    |                    |                           | 1                         |                           |                           |                           | 1                         | 1                         | 1                         |                          |                          | 1     | 3     | 0     |
| 4     | Karl Meiler               |            |            |            |                    |                    |                           |                           |                           | 1                         |                           |                           | 1                         | 2                         | 1                        |                          | 1     | 3     | 0     |
| 4     | Tim Gullikson             |            |            |            |                    |                    |                           |                           |                           |                           | 2                         |                           |                           |                           | 2                        |                          | 4     | 0     | 0     |
| 3     | Tony Roche                |            | 1          |            |                    |                    |                           | 1                         |                           |                           |                           |                           | 1                         |                           |                          |                          | 1     | 2     | 0     |
| 3     | Geoff Masters             |            | 1          |            |                    |                    |                           |                           |                           |                           |                           | 1                         |                           |                           |                          | 1                        | 0     | 3     | 0     |
| 3     | Jimmy Connors             |            |            |            | 1                  |                    | 1                         |                           |                           |                           | 1                         |                           |                           |                           |                          |                          | 3     | 0     | 0     |
| 3     | Manuel Orantes            |            |            |            |                    |                    |                           |                           | 2                         |                           |                           |                           |                           |                           | 1                        |                          | 3     | 0     | 0     |
| 3     | Jeff Borowiak             |            |            |            |                    |                    |                           |                           | 1                         |                           |                           |                           | 1                         |                           | 1                        |                          | 3     | 0     | 0     |
| 3     | Jaime Fillol              |            |            |            |                    |                    |                           |                           |                           | 1                         | 1                         |                           |                           |                           |                          | 1                        | 1     | 2     | 0     |
| 3     | Syd Ball                  |            |            |            |                    |                    |                           |                           |                           |                           |                           | 1                         |                           | 2                         |                          |                          | 0     | 3     | 0     |
| 3     | Colin Dibley              |            |            |            |                    |                    |                           |                           |                           |                           |                           | 1                         |                           | 1                         |                          | 1                        | 0     | 3     | 0     |
| 3     | Vijay Amritraj            |            |            |            |                    |                    |                           |                           |                           |                           |                           | 1                         |                           |                           | 2                        |                          | 2     | 1     | 0     |
| 2     | Roscoe Tanner             | 1          |            |            |                    |                    | 1                         |                           |                           |                           |                           |                           |                           |                           |                          |                          | 2     | 0     | 0     |
| 2     | Ray Ruffels               |            | 1          |            |                    |                    |                           |                           |                           |                           |                           |                           |                           |                           |                          | 1                        | 0     | 2     | 0     |
| 2     | Allan Stone               |            | 1          |            |                    |                    |                           |                           |                           |                           |                           |                           |                           |                           |                          | 1                        | 0     | 2     | 0     |
| 2     | Tom Okker                 |            |            |            |                    |                    |                           | 1                         |                           |                           |                           |                           |                           |                           |                          | 1                        | 0     | 2     | 0     |
| 2     | Fred McNair               |            |            |            |                    |                    |                           |                           |                           | 1                         |                           | 1                         |                           |                           |                          |                          | 0     | 2     | 0     |
| 2     | Sherwood Stewart          |            |            |            |                    |                    |                           |                           |                           | 1                         |                           | 1                         |                           |                           |                          |                          | 0     | 2     | 0     |
| 2     | Dick Stockton             |            |            |            |                    |                    |                           |                           |                           | 1                         |                           |                           |                           | 1                         |                          |                          | 0     | 2     | 0     |
| 2     | Paolo Bertolucci          |            |            |            |                    |                    |                           |                           | 1                         |                           |                           |                           |                           |                           | 1                        |                          | 2     | 0     | 0     |
| 2     | Butch Walts               |            |            |            |                    |                    |                           |                           | 1                         |                           |                           |                           |                           |                           |                          | 1                        | 1     | 1     | 0     |
| 2     | Patricio Cornejo          |            |            |            |                    |                    |                           |                           |                           | 1                         |                           |                           |                           |                           |                          | 1                        | 0     | 2     | 0     |
| 2     | Marty Riessen             |            |            |            |                    |                    |                           |                           |                           | 1                         |                           |                           |                           |                           |                          | 1                        | 0     | 2     | 0     |
| 2     | Harold Solomon            |            |            |            |                    |                    |                           |                           |                           |                           | 1                         |                           | 1                         |                           |                          |                          | 2     | 0     | 0     |
| 2     | Eddie Dibbs               |            |            |            |                    |                    |                           |                           |                           |                           | 1                         |                           |                           |                           | 1                        |                          | 2     | 0     | 0     |
| 2     | Bill Scanlon              |            |            |            |                    |                    |                           |                           |                           |                           |                           | 1                         |                           |                           |                          | 1                        | 0     | 2     | 0     |
| 2     | Željko Franulović         |            |            |            |                    |                    |                           |                           |                           |                           |                           |                           | 1                         | 1                         |                          |                          | 1     | 1     | 0     |
| 2     | Jürgen Fassbender         |            |            |            |                    |                    |                           |                           |                           |                           |                           |                           |                           | 2                         |                          |                          | 0     | 2     | 0     |
| 2     | John Marks                |            |            |            |                    |                    |                           |                           |                           |                           |                           |                           |                           | 2                         |                          |                          | 0     | 2     | 0     |
| 2     | František Pala            |            |            |            |                    |                    |                           |                           |                           |                           |                           |                           |                           | 2                         |                          |                          | 0     | 2     | 0     |
| 2     | Balázs Taróczy            |            |            |            |                    |                    |                           |                           |                           |                           |                           |                           |                           | 2                         |                          |                          | 0     | 2     | 0     |
| 2     | Corrado Barazzutti        |            |            |            |                    |                    |                           |                           |                           |                           |                           |                           | 1                         |                           | 1                        |                          | 2     | 0     | 0     |
| 2     | José Higueras             |            |            |            |                    |                    |                           |                           |                           |                           |                           |                           |                           | 1                         | 1                        |                          | 1     | 1     | 0     |
| 2     | Buster Mottram            |            |            |            |                    |                    |                           |                           |                           |                           |                           |                           |                           | 1                         |                          | 1                        | 0     | 2     | 0     |
| 2     | Mark Cox                  |            |            |            |                    |                    |                           |                           |                           |                           |                           |                           |                           |                           | 1                        | 1                        | 1     | 1     | 0     |
| 2     | Jiří Hřebec               |            |            |            |                    |                    |                           |                           |                           |                           |                           |                           |                           |                           | 1                        | 1                        | 1     | 1     | 0     |
| 2     | Ilie Năstase              |            |            |            |                    |                    |                           |                           |                           |                           |                           |                           |                           |                           | 1                        | 1                        | 1     | 1     | 0     |
| 2     | Hans Gildemeister         |            |            |            |                    |                    |                           |                           |                           |                           |                           |                           |                           |                           |                          | 2                        | 0     | 2     | 0     |
| 2     | Belus Prajoux             |            |            |            |                    |                    |                           |                           |                           |                           |                           |                           |                           |                           |                          | 2                        | 0     | 2     | 0     |
| 1     | Arthur Ashe               |            | 1          |            |                    |                    |                           |                           |                           |                           |                           |                           |                           |                           |                          |                          | 0     | 1     | 0     |
| 1     | Ross Case                 |            | 1          |            |                    |                    |                           |                           |                           |                           |                           |                           |                           |                           |                          |                          | 0     | 1     | 0     |
| 1     | John McEnroe              |            |            | 1          |                    |                    |                           |                           |                           |                           |                           |                           |                           |                           |                          |                          | 0     | 0     | 1     |
| 1     | John Newcombe             |            |            |            |                    |                    |                           | 1                         |                           |                           |                           |                           |                           |                           |                          |                          | 0     | 1     | 0     |
| 1     | Colin Dowdeswell          |            |            |            |                    |                    |                           | 1 (*)                     |                           |                           |                           |                           |                           |                           |                          |                          | 0     | 0     | 1     |
| 1     | Anand Amritraj            |            |            |            |                    |                    |                           |                           |                           |                           |                           | 1                         |                           |                           |                          |                          | 0     | 1     | 0     |
| 1     | Jan Kodeš                 |            |            |            |                    |                    |                           |                           |                           |                           |                           | 1                         |                           |                           |                          |                          | 0     | 1     | 0     |
| 1     | Victor Amaya              |            |            |            |                    |                    |                           |                           |                           |                           |                           |                           | 1                         |                           |                          |                          | 1     | 0     | 0     |
| 1     | Patrick Proisy            |            |            |            |                    |                    |                           |                           |                           |                           |                           |                           | 1                         |                           |                          |                          | 1     | 0     | 0     |
| 1     | Ken Rosewall              |            |            |            |                    |                    |                           |                           |                           |                           |                           |                           | 1                         |                           |                          |                          | 1     | 0     | 0     |
| 1     | Mark Edmondson            |            |            |            |                    |                    |                           |                           |                           |                           |                           |                           |                           | 1                         |                          |                          | 0     | 1     | 0     |
| 1     | Chris Kachel              |            |            |            |                    |                    |                           |                           |                           |                           |                           |                           |                           | 1                         |                          |                          | 0     | 1     | 0     |
| 1     | Cliff Letcher             |            |            |            |                    |                    |                           |                           |                           |                           |                           |                           |                           | 1                         |                          |                          | 0     | 1     | 0     |
| 1     | Antonio Muñoz             |            |            |            |                    |                    |                           |                           |                           |                           |                           |                           |                           | 1                         |                          |                          | 0     | 1     | 0     |
| 1     | Nikola Pilić              |            |            |            |                    |                    |                           |                           |                           |                           |                           |                           |                           | 1                         |                          |                          | 0     | 1     | 0     |
| 1     | Roger Taylor              |            |            |            |                    |                    |                           |                           |                           |                           |                           |                           |                           | 1                         |                          |                          | 0     | 1     | 0     |
| 1     | Brian Teacher             |            |            |            |                    |                    |                           |                           |                           |                           |                           |                           |                           |                           | 1                        |                          | 1     | 0     | 0     |
| 1     | Mike Cahill               |            |            |            |                    |                    |                           |                           |                           |                           |                           |                           |                           |                           |                          | 1                        | 0     | 1     | 0     |
| 1     | Chris Delaney             |            |            |            |                    |                    |                           |                           |                           |                           |                           |                           |                           |                           |                          | 1                        | 0     | 1     | 0     |
| 1     | Patrice Dominguez         |            |            |            |                    |                    |                           |                           |                           |                           |                           |                           |                           |                           |                          | 1                        | 0     | 1     | 0     |
| 1     | Pat Du Pré                |            |            |            |                    |                    |                           |                           |                           |                           |                           |                           |                           |                           |                          | 1                        | 0     | 1     | 0     |
| 1     | Ismail El Shafei          |            |            |            |                    |                    |                           |                           |                           |                           |                           |                           |                           |                           |                          | 1                        | 0     | 1     | 0     |
| 1     | Brian Fairlie             |            |            |            |                    |                    |                           |                           |                           |                           |                           |                           |                           |                           |                          | 1                        | 0     | 1     | 0     |
| 1     | Pavel Hutka               |            |            |            |                    |                    |                           |                           |                           |                           |                           |                           |                           |                           |                          | 1                        | 0     | 1     | 0     |
| 1     | François Jauffret         |            |            |            |                    |                    |                           |                           |                           |                           |                           |                           |                           |                           |                          | 1                        | 0     | 1     | 0     |
| 1     | Hans Kary                 |            |            |            |                    |                    |                           |                           |                           |                           |                           |                           |                           |                           |                          | 1                        | 0     | 1     | 0     |
| 1     | Alex Metreveli            |            |            |            |                    |                    |                           |                           |                           |                           |                           |                           |                           |                           |                          | 1                        | 0     | 1     | 0     |
| 1     | Bernard Mitton            |            |            |            |                    |                    |                           |                           |                           |                           |                           |                           |                           |                           |                          | 1                        | 0     | 1     | 0     |
| 1     | Terry Moor                |            |            |            |                    |                    |                           |                           |                           |                           |                           |                           |                           |                           |                          | 1                        | 0     | 1     | 0     |
| 1     | Hank Pfister              |            |            |            |                    |                    |                           |                           |                           |                           |                           |                           |                           |                           |                          | 1                        | 0     | 1     | 0     |
| 1     | Haroon Rahim              |            |            |            |                    |                    |                           |                           |                           |                           |                           |                           |                           |                           |                          | 1                        | 0     | 1     | 0     |
| 1     | Christophe Roger-Vasselin |            |            |            |                    |                    |                           |                           |                           |                           |                           |                           |                           |                           |                          | 1                        | 0     | 1     | 0     |
| 1     | Jacques Thamin            |            |            |            |                    |                    |                           |                           |                           |                           |                           |                           |                           |                           |                          | 1                        | 0     | 1     | 0     |
| 1     | Vladimír Zedník           |            |            |            |                    |                    |                           |                           |                           |                           |                           |                           |                           |                           |                          | 1                        | 0     | 1     | 0     |

### Títols per país
| Total | País                | Grand Slam | Grand Slam | Grand Slam | Grand Prix Masters | Grand Prix Masters | Esdeveniments 5 estrelles | Esdeveniments 5 estrelles | Esdeveniments 4 estrelles | Esdeveniments 4 estrelles | Esdeveniments 3 estrelles | Esdeveniments 3 estrelles | Esdeveniments 2 estrelles | Esdeveniments 2 estrelles | Esdeveniments 1 estrella | Esdeveniments 1 estrella | Resum | Resum | Resum |
| Total | País                | I          | D          | X          | I                  | D                  | I                         | D                         | I                         | D                         | I                         | D                         | I                         | D                         | I                        | D                        | I     | D     | X     |
| ----- | ------------------- | ---------- | ---------- | ---------- | ------------------ | ------------------ | ------------------------- | ------------------------- | ------------------------- | ------------------------- | ------------------------- | ------------------------- | ------------------------- | ------------------------- | ------------------------ | ------------------------ | ----- | ----- | ----- |
| 58    | Estats Units        | 2          | 2          | 1          | 1                  |                    | 5                         | 2                         | 3                         | 7                         | 8                         | 4                         | 4                         | 1                         | 10                       | 8                        | 33    | 24    | 1     |
| 23    | Austràlia           |            | 3          |            |                    |                    |                           | 2                         | 1                         | 2                         |                           | 2                         | 2                         | 7                         |                          | 4                        | 3     | 20    | 0     |
| 19    | Sud-àfrica          |            | 1          | 2          |                    | 1                  |                           | 2                         |                           | 5                         |                           | 2                         |                           |                           |                          | 6                        | 0     | 17    | 2     |
| 18    | Argentina           | 2          |            |            |                    |                    | 1                         | 2                         | 3                         |                           |                           | 1                         | 3                         | 1                         | 4                        | 1                        | 14    | 4     | 0     |
| 10    | Suècia              | 1          |            |            |                    |                    | 1                         |                           | 2                         |                           | 3                         |                           |                           |                           | 3                        |                          | 10    | 0     | 0     |
| 8     | Mèxic               |            | 1          |            |                    |                    |                           | 1                         | 1                         | 2                         | 1                         |                           |                           |                           |                          | 2                        | 2     | 6     | 0     |
| 6     | Romania             |            |            |            |                    |                    |                           | 1                         |                           |                           |                           | 1                         |                           | 1                         | 1                        | 2                        | 1     | 5     | 0     |
| 6     | Txecoslovàquia      |            |            |            |                    |                    |                           |                           |                           |                           |                           | 1                         |                           | 2                         | 1                        | 2                        | 1     | 5     | 0     |
| 5     | Espanya             |            |            |            |                    |                    |                           |                           | 2                         |                           |                           |                           |                           | 1                         | 2                        |                          | 4     | 1     | 0     |
| 5     | Xile                |            |            |            |                    |                    |                           |                           |                           | 1                         | 1                         |                           |                           |                           |                          | 3                        | 1     | 4     | 0     |
| 4     | Polònia             |            |            |            |                    |                    |                           | 1                         |                           |                           |                           | 1                         | 1                         | 1                         |                          |                          | 1     | 3     | 0     |
| 4     | Itàlia              |            |            |            |                    |                    |                           |                           | 1                         |                           |                           |                           | 1                         |                           | 2                        |                          | 4     | 0     | 0     |
| 4     | Alemanya Occidental |            |            |            |                    |                    |                           |                           |                           | 1                         |                           |                           | 1                         | 2                         |                          |                          | 1     | 3     | 0     |
| 3     | Índia               |            |            |            |                    |                    |                           |                           |                           |                           |                           | 1                         |                           |                           | 2                        |                          | 2     | 1     | 0     |
| 3     | França              |            |            |            |                    |                    |                           |                           |                           |                           |                           |                           | 1                         |                           |                          | 2                        | 1     | 2     | 0     |
| 3     | Regne Unit          |            |            |            |                    |                    |                           |                           |                           |                           |                           |                           |                           | 1                         | 1                        | 1                        | 1     | 2     | 0     |
| 2     | Països Baixos       |            |            |            |                    |                    |                           | 1                         |                           |                           |                           |                           |                           |                           |                          | 1                        | 0     | 2     | 0     |
| 2     | Iugoslàvia          |            |            |            |                    |                    |                           |                           |                           |                           |                           |                           | 1                         | 1                         |                          |                          | 1     | 1     | 0     |
| 2     | Hongria             |            |            |            |                    |                    |                           |                           |                           |                           |                           |                           |                           | 2                         |                          |                          | 0     | 2     | 0     |
| 1     | Rhodesia            |            |            |            |                    |                    |                           | 1 (*)                     |                           |                           |                           |                           |                           |                           |                          |                          | 0     | 0     | 1     |
| 1     | Àustria             |            |            |            |                    |                    |                           |                           |                           |                           |                           |                           |                           |                           |                          | 1                        | 0     | 1     | 0     |
| 1     | Egipte              |            |            |            |                    |                    |                           |                           |                           |                           |                           |                           |                           |                           |                          | 1                        | 0     | 1     | 0     |
| 1     | Nova Zelanda        |            |            |            |                    |                    |                           |                           |                           |                           |                           |                           |                           |                           |                          | 1                        | 0     | 1     | 0     |
| 1     | Pakistan            |            |            |            |                    |                    |                           |                           |                           |                           |                           |                           |                           |                           |                          | 1                        | 0     | 1     | 0     |
| 1     | Unió Soviètica      |            |            |            |                    |                    |                           |                           |                           |                           |                           |                           |                           |                           |                          | 1                        | 0     | 1     | 0     |

## Rànquings

### Individual
| Rànquing individual ATP 1977 | Rànquing individual ATP 1977 | Rànquing individual ATP 1977 | Rànquing individual ATP 1977 | Rànquing individual ATP 1977 | Rànquing individual ATP 1977 |
| Pos.                         | Tennista                     | Punts                        | Torneigs                     | Ant.                         | Mov.                         |
| ---------------------------- | ---------------------------- | ---------------------------- | ---------------------------- | ---------------------------- | ---------------------------- |
| 1                            | Jimmy Connors                |                              |                              | 1                            | =                            |
| 2                            | Guillermo Vilas              |                              |                              | 6                            | 4                            |
| 3                            | Björn Borg                   |                              |                              | 2                            | 1                            |
| 4                            | Vitas Gerulaitis             |                              |                              | 18                           | 14                           |
| 5                            | Brian Gottfried              |                              |                              | 10                           | 5                            |
| 6                            | Eddie Dibbs                  |                              |                              | 9                            | 3                            |
| 7                            | Manuel Orantes               |                              |                              | 4                            | 3                            |
| 8                            | Raúl Ramírez                 |                              |                              | 5                            | 3                            |
| 9                            | Ilie Năstase                 |                              |                              | 3                            | 6                            |
| 10                           | Dick Stockton                |                              |                              | 15                           | 5                            |
| 11                           | Corrado Barazzutti           |                              |                              | 22                           | 11                           |
| 12                           | Ken Rosewall                 |                              |                              | 13                           | 1                            |
| 13                           | Wojtek Fibak                 |                              |                              | 14                           | 1                            |
| 14                           | Harold Solomon               |                              |                              | 8                            | 6                            |
| 15                           | Roscoe Tanner                |                              |                              | 11                           | 4                            |
| 16                           | Sandy Mayer                  |                              |                              | 75                           | 59                           |
| 17                           | Jaime Fillol                 |                              |                              | 24                           | 7                            |
| 18                           | John Alexander               |                              |                              | 47                           | 29                           |
| 19                           | Tony Roche                   |                              |                              | 50                           | 31                           |
| 20                           | Buster Mottram               |                              |                              | 41                           | 21                           |

## Distribució de punts
| Categoria                 | G   | F   | SF | QF | R16 | R32 | R64 |
| Grand Slam                | 160 | 120 | 80 | 40 | 20  | 10  | 5   |
| Esdeveniments 5 estrelles | 120 | 90  | 60 | 30 | 15  | 7   | 1   |
| Esdeveniments 4 estrelles | 100 | 75  | 50 | 25 | 12  | 6   | −   |
| Esdeveniments 3 estrelles | 80  | 60  | 40 | 20 | 10  | 5   | −   |
| Esdeveniments 2 estrelles | 60  | 45  | 30 | 15 | 7   | 3   | −   |
| Esdeveniments 1 estrella  | 40  | 30  | 20 | 10 | 5   | −   | −   |